# 陈荫南

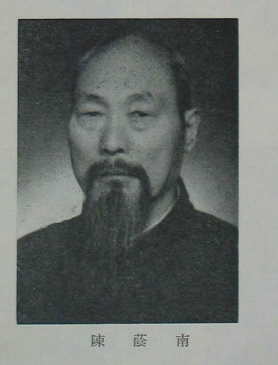
陳蔭南近照

陈荫南（1890年—1963年），男，江苏泗洪人，中华人民共和国政治人物。曾任安徽省人民政府委员兼政治法律委员会主任，安徽省政协副主席。

## 生平
1954年，当选第一届全国人民代表大会代表。1954年9月，他出席第一届全国人大第一次会议讨论宪法草案，期间并发言。
1963年6月9日在合肥因病逝世，享年74岁。